# Hausbergbahn
| Neue Hausbergbahn (Juli 2010) |                                                                                 |
| Lage:                         | Garmisch-Partenkirchen BY D                                                     |
| Gebirge:                      | Wettersteingebirge, Alpen                                                       |
| Gesamtlänge:                  | 2.085,74 m                                                                      |
| Höhendifferenz:               | 605,5 m 727,5 m {\displaystyle \mathrm {\nearrow } } 1.333 m                    |
| Talstation:                   | 47° 28′ 54,5″ N, 11° 5′ 41″ O                                                   |
| Bergstation:                  | 47° 27′ 51″ N, 11° 5′ 42,1″ O                                                   |
| Technische Daten              |                                                                                 |
| Dauer:                        | 8 Minuten                                                                       |
| Geschwindigkeit:              | 6,0 m/s                                                                         |
| Beförderungsleistung:         | 2.400 Personen/h                                                                |
| Seilbahnstützen:              | 14                                                                              |
| Hintergrund                   |                                                                                 |
| Besitzer:                     | Bayerische Zugspitzbahn Bergbahn AG, Garmisch-Partenkirchen Bayern, Deutschland |
| Eröffnung:                    | 21. Dezember 2006                                                               |
| Kontakt:                      | zugspitze.de                                                                    |

Die Hausbergbahn ist eine Luftseilbahn von Garmisch-Partenkirchen (732 m) auf den Hausberg (1338 m) und somit ins „Classic“-Skigebiet Hausberg-Alpspitze. Sie gehört der Bayerischen Zugspitzbahn Bergbahn AG und wird nur im Winter betrieben.

## Alte Hausbergbahn
Bereits 1938 wurde von der Marktgemeinde Garmisch-Partenkirchen Europas damals steilster und längster Schlepplift auf den Hausberg gebaut. Dieser Lift wurde 1940 an die Wankbahn AG übergeben und im Jahr 1952 durch eine Sesselbahn ersetzt.
Die von PHB gebaute frühere Hausbergbahn ging 1969 in Betrieb. Sie war eine Pendelbahn mit zwei Kabinen à 70 Personen und zwei Stützen. Bei einer Geschwindigkeit von 10 m/s ergab sich eine Fahrtzeit von 5 Minuten und eine Beförderungsleistung von 700 Personen pro Stunde.
Seit 2003 verkehrt die Hausbergbahn nur noch im Winter. Die Pendelbahn war bis zum Ende der Wintersaison 2005/06 in Betrieb.

## Neue Hausbergbahn
Zur Wintersaison 2006/07 wurde sie durch eine von Doppelmayr gebauten Umlaufbahn ersetzt. Sie hat eine schräge Länge von 2036 Metern und überwindet einen Höhenunterschied von 606 Metern. Mit den 66 Kabinen von CWA für je 8 Personen wird eine Förderleistung von 2400 Personen pro Stunde erreicht. Das 50 mm starke Förderseil läuft über 14 Seilbahnstützen, davon misst die höchste Stütze 36 m. Die Seilbahn wird von zwei Elektromotoren, mit jeweils 420 kW, in der Bergstation angetrieben und mit einer hydraulischen Abspannvorrichtung in der Talstation auf gleicher Spannung gehalten. Die Garage für die Kabinen befindet sich in der Bergstation.
An der Außerfernbahn wurde außerdem ein Bahnsteig errichtet, der es Skifahrern ermöglicht mit dem Zug anzureisen.

## Betreiber
Seit der Fusion der Wankbahn AG und der Bayerischen Zugspitzbahn AG im Jahre 1998 betreibt die Bayerische Zugspitzbahn Bergbahn AG die Hausbergbahn. 2006 wurde am Hausberg die neue Einseil-Umlaufbahn eröffnet. Sie ersetzt die alte Hausbergbahn und ist bis heute in Betrieb. Bereits seit 2003 geht die Hausbergbahn im Gegensatz zu den anderen beiden großen Bergbahnen im Garmisch Classic (Alpspitzbahn und Kreuzeckbahn) ausschließlich während der Wintersaison in Betrieb.

## Angebot
In unmittelbarer Nähe zur Bergstation der Hausbergbahn befinden sich zwei gastronomische Einrichtungen: Das Garmischer Haus und die Drehmöser 9. Beide Gastronomiebetriebe sind ausschließlich während der Wintersaison im Skigebiet Garmisch-Classic geöffnet.